# Styloctetor
Styloctetor Simon, 1884 è un genere di ragni appartenente alla famiglia Linyphiidae.

## Distribuzione
Le otto specie oggi attribuite a questo genere sono state rinvenute nell'Olartico.

## Tassonomia
Questa specie è considerata sinonimo anteriore di Anacotyle Simon, 1926 ed è stata rimossa dalla sinonimia con Ceratinopsis Emerton, 1882, in seguito ad un lavoro degli aracnologi Marusik & Tanasevitch del 1998.
A giugno 2012, si compone di otto specie:
- Styloctetor austerus (L. Koch, 1884)[3]— Svizzera, Austria
- Styloctetor lehtineni Marusik & Tanasevitch, 1998 — Russia
- Styloctetor logunovi (Eskov & Marusik, 1994)[3] — Russia, Mongolia
- Styloctetor okhotensis (Eskov, 1993)[3] — Russia
- Styloctetor purpurescens (Keyserling, 1886)[3] — USA, Canada
- Styloctetor romanus (O. P.-Cambridge, 1872)[4] — Regione paleartica
- Styloctetor stativus (Simon, 1881) — Regione olartica
- Styloctetor tuvinensis Marusik & Tanasevitch, 1998 — Russia

### Sinonimi
- Styloctetor asiaticus (Andreeva & Tyshchenko, 1970); questi esemplari, in seguito ad un lavoro dell'aracnologo Tanasevitch del 1983, sono considerati sinonimi di S. romanus (O. P.-Cambridge, 1872)[1].
- Styloctetor incautus (O. P.-Cambridge, 1872); questi esemplari, in seguito ad un lavoro dell'aracnologo Bosmans del 1994, sono considerati sinonimi di S. romanus (O. P.-Cambridge, 1872)[1].
- Styloctetor obscurus (Emerton, 1919); questi esemplari, in seguito ad un lavoro dell'aracnologo Wunderlich del 1970, sono considerati sinonimi di S. stativus (Simon, 1881)[1].
- Styloctetor tauricus (Thorell, 1875); questi esemplari, in seguito ad un lavoro dell'aracnologo Millidge del 1977, sono considerati sinonimi di S. romanus (O. P.-Cambridge, 1872)[1].

### Specie trasferite
- Styloctetor austriacus Kulczyński, 1898; trasferita al genere Trichoncoides Denis, 1950[1]
- Styloctetor machadoi Miller, 1970; trasferita al genere Ceratinopsis Emerton, 1882[1]
- Styloctetor penicillatus (Westring, 1851); trasferita al genere Moebelia Dahl, 1886[1]
- Styloctetor simplex Kulczyński, 1908; trasferita al genere Semljicola Strand, 1906[1]